# Carnwath
Carnwath (A' Chathair Nuadh in lingua gaelica scozzese) è una località della Scozia, situata nell'area di consiglio del Lanarkshire Meridionale.